# Famille Orléans-Nolasc
 (avril 2023).
 (juillet 2024).
Si vous disposez d'ouvrages ou d'articles de référence ou si vous connaissez des sites web de qualité traitant du thème abordé ici, merci de compléter l'article en donnant les références utiles à sa vérifiabilité et en les liant à la section « Notes et références ».
La famille Orléans-Nolasc (dite Orléans-Nolasque/Nolasc, Nolasco) est une branche bâtarde de la maison capétienne de Valois, issue de Philipus, fils bâtard de Jean de Dunois, comte de Dunois et Anne Malet de Graville, des Mallet, seigneurs de Graville (Le Havre), de la famille de Lady Godiva.
Jean de Dunois est le fils bâtard de Louis Ier d'Orléans et de Mariette d'Enghien.
Auparavant, il existait déjà une telle famille "Nolasque / Nolasco", mais il était de la famille de Saint-Pierre Nolasque, et n'a aucun lien avec cela. Le nom "Nolasco" vient du fait que son fondateur ait fui la France et s’est réfugié à Nola en Italie.

## Liens de parenté entre les Orléans-Nolasque et les Valois
```
Charles de Valois (1270-1325)

entre autres comte de Valois et comte d'Alençon
x 1290 : 
Marguerite d'Anjou
 (1273-1299)
│
├──> 
Philippe VI le Fortuné
 (1293-1350)
│    roi de France (1328-1350)
│    x 1313 : 
Jeanne de Bourgogne
 (v. 1293-1349)
│    │
│    └──> 
Jean II le Bon
 (1319-1364)
│         roi de France (1350-1364)
│         x 1332 : 
Bonne de Luxembourg
 (1315-1349)
│         │
│         ├──> 
Charles V le Sage
 (1335-1380)
│         │    roi de France (1364-1380)
│         │    x 1350 : 
Jeanne de Bourbon
 (1337-1380)
│         │    │
│         │    ├──>  
Charles VI le Bien-Aimé
 (1368-1422)
│         │    │    roi de France (1380-1422)
│         │    │    x 1385 : 
Isabeau de Bavière
 (1371-1435)
│         │    │    │
│         │    │    ├──> 
Catherine de France
 (1401-1437)
│         │    │    │    │
│         │    │    │    x 1420 : 
Henri V d'Angleterre
 (1387-1422)
│         │    │    │    │
│         │    │    │    ├──> 
Henri VI d'Angleterre
 (1421-1471)
│         │    │    │    │    roi d'Angleterre (1422-1471)
│         │    │    │    │    proclamé roi de France en 1422 et couronné à Paris en 1431
│         │    │    │    │
│         │    │    │    x v. 1429 : 
Owen Tudor
 (v. 1400-1461)
│         │    │    │    │
│         │    │    │    └──> souche de la dynastie des Tudor
│         │    │    │
│         │    │    └──> 
Charles VII le Victorieux
 (1403-1461)
│         │    │         roi de France (1422-1461), sacré à Reims en 
1429

│         │    │         x 1422 : 
Marie d'Anjou
 (1404-1463)
│         │    │         │
│         │    │         └──> 
Louis XI
 (1423-1483)
│         │    │              roi de France (1461-1483)
│         │    │
│         │    └──> 
Louis d'Orléans
 (1372-1407)
│         │         duc d'Orléans (1392-1407)
│         │         │
│         │         x 1389 : 
Valentine Visconti
 (1368-1408)
│         │         │
│         │         ├──> 
Charles d'Orléans
 (1394-1465) dit « le Prince poète »
│         │         │    duc d'Orléans (1407-1465)
│         │         │    prisonnier des Anglais de 1415 à 1440
│         │         │
│         │         x relation illégitime avec Yolande d'Enghien (dates non connues)
│         │         │
│         │         └──> 
Jean d'Orléans, comte de Dunois
 (1402-1468)
│         │              comte de Dunois (1439-1468) et comte de LOngueville (1443-1468)
│         │              administrateur du duché d'Orléans pendant la captivité de son demi-frère
│         │ fidèle soutien de 
Jeanne d'Arc
 * relation illégitime avec Anne Malet:
│         │                     └──> 
Philipus "Nolasque"
, bâtard d'Orléans, patricien de Nola
│         │
│         └──> 
Philippe le Hardi
 (1342-1404)
│              duc de Bourgogne (1363-1404)
│              x 1369 : 
Marguerite III de Flandre
 (1350-1405)
│              │
│              └──> 
Jean sans Peur
 (1371-1419)
│                   duc de Bourgogne (1404-1419)
│                   x 1385 : 
Marguerite de Bavière
 (1363-1423)
│                   │
│                   └──> 
Philippe le Bon
 (1396-1467)
│                        duc de Bourgogne (1419-1467)
│                        x 1430 : 
Isabelle de Portugal
 (1397-1471)
│                        │
│                        └──> 
Charles le Téméraire
 (1433-1477)
│                             comte de Charolais puis duc de Bourgogne (1467-1477)
│
├──> 
Charles II d'Alençon
 (v. 1297-1346)
│    comte d'Alençon (1325-1346)
│    x 1336 María de la Cerda (v. 1319-1375)
│    │
│    └──> 
Pierre II d'Alençon
 (mort en 1404)
│         comte d'Alençon (1367-1404)
│         x 1371 : Marie de Beaumont (morte en 1425)
│         │
│         └──> 
Jean 
I
er
 d'Alençon
 (1385-1415)
│              comte d'Alençon (1404-1415) puis duc d'Alençon (1415)
│              x 1396 : 
Marie de Bretagne
 (1391-1446)
│              │
│              └──> 
Jean II d'Alençon
 (1409-1476), dit « le Beau Duc »
│                   duc d'Alençon (1415-1476)
│                   fidèle soutien de 
Jeanne d'Arc

│
x 1308 : 
Mahaut de Châtillon
 (1293-1358)
│
└──> 
Isabelle de Valois
 (1313-1383)
     x 1336 : 
Pierre 
I
er
 de Bourbon
 (v. 1311-1356)
     │
     └──> 
Marguerite d'Harcourt

               x v. 1396 : 
Jean d'Estouteville
 (1378-1435)
               │
               ├──> 
Louis d'Estouteville
 (1400-1464)
               │
               └──> 
Guillaume d'Estouteville
 (apr. 1400-1483)
```

## La famille en Espagne
En Espagne, le Nolasque est un titre, incluant le marquis de Torre Soto de Briviesca.[réf. nécessaire]